# San Miguel del Robledo
San Miguel del Robledo est une commune de la province de Salamanque dans la communauté autonome de Castille-et-León en Espagne.

## Géographie

### Communes limitrophes
|                       | Cilleros de la Bastida            |                      |
| Cereceda de la Sierra | San Miguel del Robledo            |                      |
|                       | San Martín del Castañar, Sequeros | Villanueva del Conde |

## Histoire
À l'époque de Franco, le village était couramment nommé "Arroyo muerto".

## Démographie
Évolution démographique depuis 1900
| 1900 | 1910 | 1920 | 1930 | 1940 | 1950 | 1960 | 1970 | 1981 | 1991 | 2000 | 2014 | 2017 | 2019 |
| ---- | ---- | ---- | ---- | ---- | ---- | ---- | ---- | ---- | ---- | ---- | ---- | ---- | ---- |
| 340  | 384  | 351  | 449  | 415  | 314  | 351  | 180  | 140  | 98   | 105  | 69   | 60   | 56   |